# KRT32
KRT32‏ (Keratin 32) هوَ بروتين يُشَفر بواسطة جين KRT32 في الإنسان.